# Syracusia

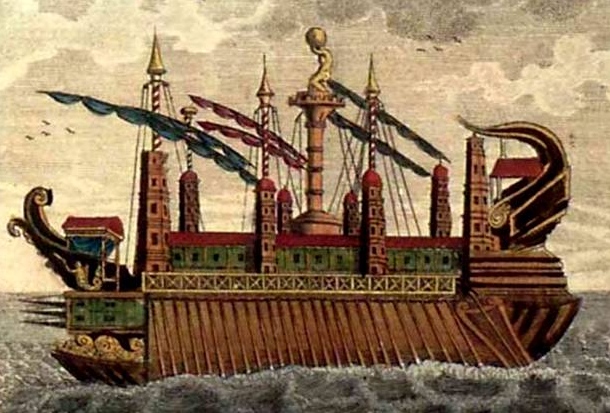
Syracusia tưởng tượng vào năm 1798.

Syracusia (tiếng Hy Lạp: Συρακουσία, syrakousía, nghĩa là "của Syracuse") là một con tàu Hy Lạp cổ đại dài 110 m (360 ft) đôi khi được cho là tàu vận tải lớn nhất của thời cổ đại. Chiếc tàu này chỉ chạy một lần, từ Syracuse ở Sicily đến Alexandria trong Vương quốc Ptolemaios.

## Đặc điểm
Syracusia được Archimedes thiết kế và Archias xứ Corinth sản xuất khoảng năm 240 TCN theo đơn đặt hàng của Hieron II xứ Syracuse. Nhà sử học Moschion xứ Phaselis nói rằng Syracusia có thể chở từ 1.600 đến 1.800 tấn hàng hóa và có thể chứa được 1942 hành khách. Nó có thể chở được trên 200 binh lính, cũng như một máy bắn đá. Nó chỉ nhổ neo một lần để cập bến Alexandria, nơi sau đó nó được trao cho Ptolemaios (Ptolemaios) III Euergetes của Ai Cập và đổi tên thành Alexandria (tiếng Hy Lạp: Αλεξάνδρεια, nghĩa là "thuộc về Alexandria").. Một thảo luận về con tàu này, cũng như toàn bộ văn bản của Athenaeus (một nhà văn người Hy Lạp vào cuối thế kỷ 2, người đã trích dẫn mô tả chi tiết về Syracusia từ Moschion xứ Phaselis, một văn bản trước đây, hiện nay đã thất lạc) nằm trong Tàu thuyền và nghệ thuật đi biển trong thế giới cổ đại của Casson.
Một quan tâm cụ thể trong thảo luận về thiết kế đóng tàu là mô tả chi tiết về những nỗ lực bảo vệ thân tàu khỏi tác động đóng cáu cặn sinh học, bao gồm che phủ nó bằng lông ngựa và hắc ín. Nó có thể là ví dụ đầu tiên của công nghệ chống cáu cặn chủ động (được thiết kế để ngăn chặn sự bám vào của các sinh vật đóng cáu cặn hơn là loại bỏ chúng).
Không có nhiều thông tin về bề ngoài của con tàu, nhưng Athenaeus mô tả rằng boong trên, rộng hơn phần còn lại của con tàu, được nâng đỡ bằng các Atlas bằng gỗ chạm trổ tinh xảo thay vì chỉ là các cột gỗ đơn giản. Ngoài ra, boong trên còn có tám tháp, được trang bị hai cung thủ và bốn người vũ trang đầy đủ. Trên mũi tàu là một bục nâng cao để chiến đấu, trên đó là một máy bắn đá lớn, 20 dãy mái chèo cũng có thể được nhìn thấy từ bên ngoài, và có thể là một boong đi dạo với hoa và lều bạt để các hành khách sử dụng.